# Znojmo Knights
Znojmo Knights je znojemský tým amerického fotbalu založený v roce 2009. Klubovými barvami jsou bílá a červená. Od roku 2012 je členem ČAAF. Sezónu 2022 odehrál v rakouské Austrian Football League. Od sezóny 2023 hraje českou nejvyšší soutěž ČLAF.

## Historie týmu
Jedním ze zakladatelů týmu je Radim Pařízek. V roce 2010 se klub účastnil Série A7 (AF-UVAS) pro začínající týmy v 7 on 7 am. fotbale, která je mimo ČAAF. Tuto ligu vyhrál 16. října 2010 v turnaji Rice Bowl, finálovém turnaji této ligy, konaném ve Vrbovci. Série A7 (AF-UVAS) se tým účastnil i v roce 2011. V roce 2012 se tým stal členem ČAAF a vstoupil do 2. ligy amerického fotbalu, kde postoupil až do finále a po prohře s Českými Budějovicemi obsadil druhé místo. Sezónu 2022 odehrál tým v Rakouské lize AFL. Ve které obsadil tým konečné šesté místo. Od sezóny 2023 bude tým opět hrát ligu pořádanou Českou Asociací Amerického Fotbalu (ČAAF).

## Úspěchy týmu
Čtvrtfinále – Halové mistrovství ČR 2010
- 1× vítěz Séria A7 2010
- 1× finále České B ligy 2012